# Ambrosio Arce
Ambrosio Arce de los Reyes = Ambrosio de los Reyes y Arce (Madrid, ¿1621? - ibid., 1661), dramaturgo español del Siglo de Oro, es autor de Cegar por ver mejor, El hechizo de Sevilla, El Hércules de Hungría, y La mayor victoria de Constantino. También escribió, con Agustín Moreto, Juan de Matos Fragoso, Juan Bautista Diamante,  Francisco de Avellaneda y Sebastián de Villaviciosa, una pieza teatral colaborativa sobre La vida y muerte de San Cayetano.